# Софт-модем
Софт-модем (винмодем) — модем, у которого реализовано только DSP, а обработка, кодирование данных и исправление ошибок осуществляется программным обеспечением (драйвером). В «обычных» модемах эти операции (так же, как и обработка интерфейса командной строки (AT-команды) осуществляется процессором модема).
Название винмодем (сокращение от англ. Windows modem) идёт от первых версий софтмодемов, у которых необходимое для работы программное обеспечение поставлялось только для операционных систем семейства Windows.

## Преимущества
Основным преимуществом софтмодемов является цена. Так как на софтмодеме не требуется наличие процессора, оперативной памяти, то себестоимость производства (и разработки аппаратной части) получается существенно ниже. Оптовые цены на наиболее упрощённые софт-модемы находятся ниже 3 долларов за устройство.
Другим преимуществом является простота обновления до новых стандартов (осуществляемая заменой драйверов) (это преимущество относительно незначительно в связи с поддержкой обновления прошивок для аппаратных модемов).

## Недостатки
- Софт-модемы требуют написания достаточно сложных драйверов (выполняющих обработку данных), например, универсальный драйвер софт-модемов для windows занимает в размере более мегабайта. Обработка сигнала занимает процессорное время, а так как обработка сигнала должна производиться в реальном времени, то отнимаемое процессорное время может существенно замедлить компьютер в некоторые моменты времени (например, ряд драйверов софтмодемов в момент снятия трубки полностью парализует работу системы, занимая 100 % процессорного времени).

- Софт-модемы платформозависимы, поддержка модема на новой платформе требует адаптации драйверов под новую операционную систему.